# Фредериксбург (Тексас)
Фредериксбург (енгл. Fredericksburg) град је у америчкој савезној држави Тексас. Налази се у округу Гилеспи, чије је седиште. По попису становништва из 2010. у њему је живело 10.530 становника.

## Демографија
Према попису становништва из 2010. у граду је живело 10.530 становника, што је 1.619 (18,2%) становника више него 2000. године.
| Група             | 2000.         | 2010.         |
| Белци             | 7.280 (81,7%) | 8.081 (76,7%) |
| Афроамериканци    | 24 (0,3%)     | 51 (0,5%)     |
| Азијати           | 17 (0,2%)     | 63 (0,6%)     |
| Хиспаноамериканци | 1.515 (17,0%) | 2.248 (21,3%) |
| Укупно            | 8.911         | 10.530        |